# Juraj Czinege
Juraj Czinege (ur. 29 października 1977 w Bratysławie) – piłkarz słowacki grający na pozycji pomocnika. W swojej karierze 4 razy zagrał w reprezentacji Słowacji.

## Kariera klubowa
Karierę piłkarską Czinege rozpoczął w klubie Inter Bratysława. W 1995 roku awansował do kadry pierwszej drużyny i w sezonie 1995/1996 zadebiutował w jego barwach w pierwszej lidze słowackiej. Wraz z Interem dwukrotnie wywalczył mistrzostwo kraju w 2000 i 2001 roku oraz w tych samych latach dwukrotnie zdobył Puchar Słowacji.
Na początku 2003 roku Czinege przeszedł do tureckiego Elazığsporu, w którym przez sezon grał z rodakami: Ľubomírem Meszárošem, Ondrejem Debnárem i Miroslavem Königiem. W Elazığsporze grał do 2005 roku i wtedy też odszedł do czeskiego 1. FC Slovácko, w którym spędził rok.
Latem 2006 Czinege wrócił na Słowację i został zawodnikiem AS Trenčín. W 2007 roku został piłkarzem Iraklisu Saloniki, ale pół roku później odszedł z klubu i przeszedł do Artmedii Petržalka. Grał w niej do 2009 roku. W sezonie 2009/2010 występował w rezerwach austriackiego SV Mattersburg i w nim też zakończył karierę piłkarską.
| Sezon   | Klub               | Kraj     | Rozgrywki      | Mecze | Bramki |
| ------- | ------------------ | -------- | -------------- | ----- | ------ |
| 1995/96 | Inter Bratysława   | Słowacja | I. liga        | 13    | 1      |
| 1996/97 | Inter Bratysława   | Słowacja | I. liga        | 24    | 1      |
| 1997/98 | Inter Bratysława   | Słowacja | I. liga        | 29    | 9      |
| 1998/99 | Inter Bratysława   | Słowacja | I. liga        | 30    | 6      |
| 1999/00 | Inter Bratysława   | Słowacja | I. liga        | 24    | 6      |
| 2000/01 | Inter Bratysława   | Słowacja | I. liga        | 27    | 2      |
| 2001/02 | Inter Bratysława   | Słowacja | I. liga        | 30    | 3      |
| 2002/03 | Inter Bratysława   | Słowacja | I. liga        | 10    | 0      |
| 2002/03 | Elazığspor         | Turcja   | Süper Lig      | 16    | 4      |
| 2003/04 | Elazığspor         | Turcja   | Süper Lig      | 26    | 0      |
| 2004/05 | Elazığspor         | Turcja   | Süper Lig      | 25    | 4      |
| 2005/06 | 1. FC Slovácko     | Czechy   | Gambrinus Liga | 13    | 2      |
| 2006/07 | AS Trenčín         | Słowacja | I. liga        | 31    | 9      |
| 2007/08 | Iraklis Saloniki   | Grecja   | Alpha Ethniki  | 8     | 0      |
| 2007/08 | Artmedia Petržalka | Słowacja | I. liga        | 5     | 0      |
| 2008/09 | Artmedia Petržalka | Słowacja | I. liga        | 25    | 3      |
| 2009/10 | SV Mattersburg II  | Austria  | Regionalliga   | 13    | 2      |

## Kariera reprezentacyjna
W reprezentacji Słowacji Czinege zadebiutował 17 kwietnia 2002 roku w zremisowanym 1:1 towarzyskim meczu z Belgią. W kadrze narodowej grał jedynie w 2002 roku i rozegrał w niej 4 mecze. Wcześniej, w 2000 roku, był w kadrze Słowacji na Igrzyska Olimpijskie w Sydney.